# 洛倫茨峰
46°31′32.7″N 9°7′31.8″E / 46.525750°N 9.125500°E
洛倫茨峰（Lorenzhorn），是瑞士的山峰，位於該國東南部，由格勞賓登州負責管轄，屬於勒蓬廷阿爾卑斯山脈的一部分，海拔高度3,048米，每年平均降雨量1,851毫米。

## 外部連結
- Lorenzhorn on Hikr （页面存档备份，存于）